# 普通黄胡蜂

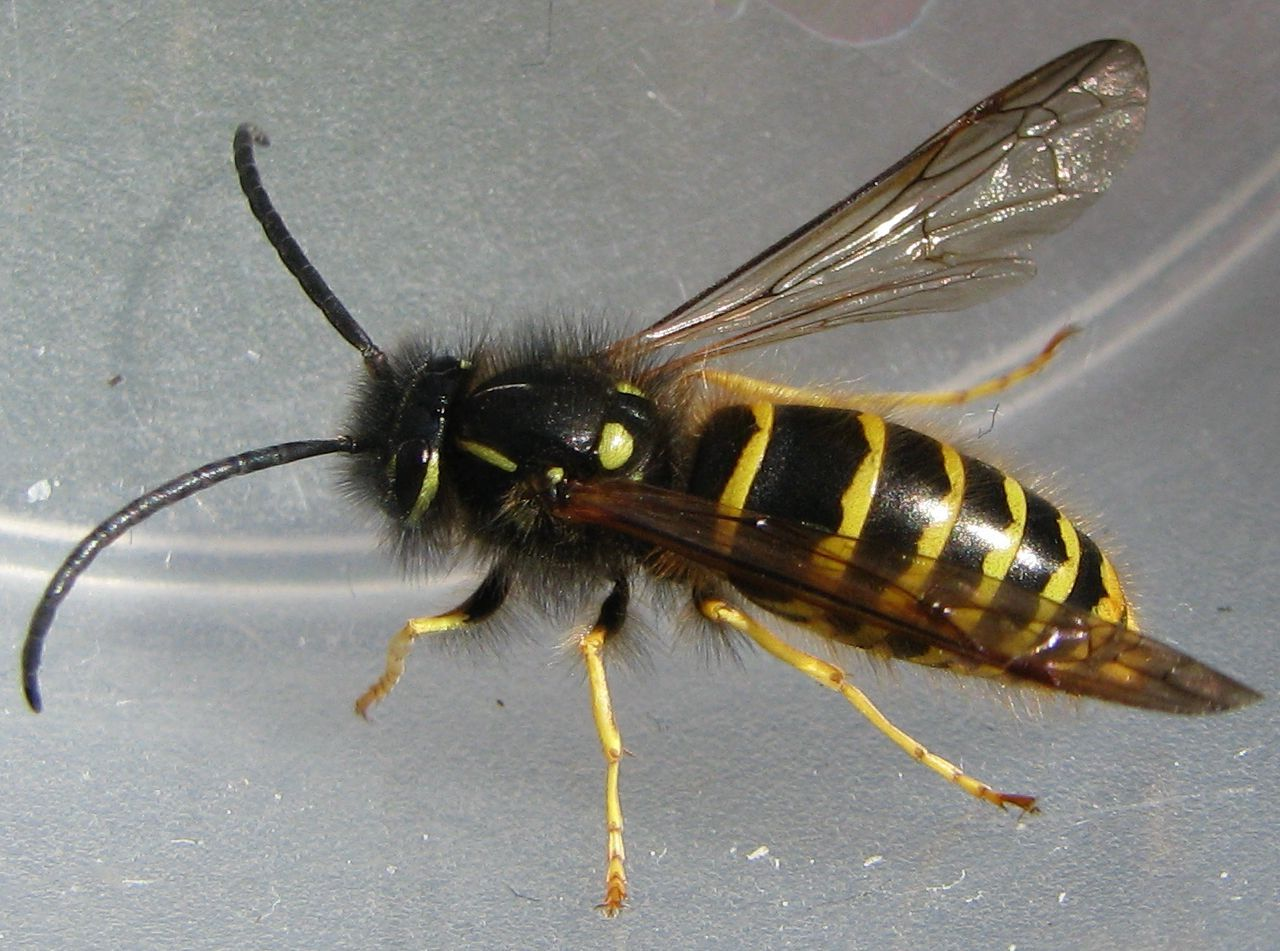
♂

普通黄胡蜂（学名：Vespula vulgaris），主要分布在欧亚大陆，现已经引入到澳大利亚和新西兰。以前经常提及在北美也有发现，但是2010年研究认为是一种别的物种。國際自然保護聯盟物種存續委員會的入侵物種專家小組（ISSG）列為世界百大外來入侵種。
其种加词“vulgaris”意为“普通的”。
普通黄胡蜂是一种真社会性胡蜂，它们把灰色的巢构建在能支持的结构上面或里面。在地下，它们通常使用一个废弃的哺乳动物的洞穴作为一个基础，然后由工蜂将其扩大。女王也会选择一棵中空的树、墙壁缝隙或岩石缝隙为巢址。